# بوب ماكنتاير (كرة سلة)
بوب ماكنتاير (بالإنجليزية: Bob McIntyre)‏ مواليد 23 يناير 1944 في نيويورك، هو لاعب كرة سلة أمريكي معتزل. بدأ مسيرته الاحترافية في سنة 1966. تم اختياره من قبل فريق أتلانتا هوكس خلال الدرافت. يبلغ طوله 6 قدم 6 بوصة (2.0 م). اعتزل اللعب في 1970. لعب مع ريال مدريد لكرة السلة وبروكلين نتس.

## روابط خارجية
- بوب ماكنتاير على موقع سبورتس رفرنس (الإنجليزية)
- بوب ماكنتاير على موقع كلية كرة السلة في سبورتس رفرنس.كوم (الإنجليزية)
- بوب ماكنتاير على موقع ريلجم (الإنجليزية)
- بوب ماكنتاير على موقع بروبوليرز (الإنجليزية)